# 五味渕典嗣
五味渕典嗣（ごみぶち のりつぐ、1973年- ）は、日本近代文学者。早稲田大学教授。

## 人物・来歴
栃木県生まれ。1996年慶應義塾大学文学部国文科卒、2005年同大学院文学研究科博士課程修了、「谷崎潤一郎中期長篇諸作品の研究 都市・メディア・物語、一九二〇年代の文学として」で文学博士の学位を取得。2001年中央大学附属高等学校教諭、2006年大妻女子大学文学部専任講師、2011年准教授、2018年教授、2019年早稲田大学教育・総合科学学術院教授。1996年「谷崎潤一郎ー散文家の執念」で三田文学新人賞佳作。

## 著書
- 『言葉を食べる 谷崎潤一郎、1920～1931』世織書房 2009
- 『プロパガンダの文学: 日中戦争下の表現者たち』共和国 2018
- 『「国語の時間」と対話する 教室から考える』青土社, 2021.4

### 共編・注釈
- 『漱石文学全注釈 9 門』小森陽一,内藤千珠子共注釈 若草書房 2001
- 『コレクション・モダン都市文化 96 中国の戦線』編　ゆまに書房 2014
- 『ちくま評論文の読み方 高校生のための現代文ガイダンス』塚原政和,吉田光共編 筑摩書房 2016
- 『谷崎潤一郎読本』日高佳紀共編　翰林書房、2016年
- 『ちくま評論文の論点21』 (高校生のための現代文ガイダンス) 松田顕子, 吉田光共編. 筑摩書房, 2020.10

## 論文
- <五味渕典嗣